# Eugène Rey
 (octobre 2021).
Si vous disposez d'ouvrages ou d'articles de référence ou si vous connaissez des sites web de qualité traitant du thème abordé ici, merci de compléter l'article en donnant les références utiles à sa vérifiabilité et en les liant à la section « Notes et références ».
Eugène Rey, né le 9 octobre 1868 à Dijon et mort le 7 mai 1949 à Saint-Jean-les-Deux-Jumeaux, est un libraire et éditeur français installé à Paris, d'abord au 8, boulevard des Italiens, puis, en 1925, au 11 bis, rue Drouot.

## Biographie
Félix Eugène Rey naît à Dijon en 1868, fils de Jean Pierre Rey, cafetier, et de Marguerite Eugénie Maufus, son épouse. 
Il passe son enfance dans les faubourgs nord de Paris. Il fréquente l'école communale de la rue de Bruxelles, où il a pour camarade Gabriel Randon — qui deviendra célèbre sous le pseudonyme de Jehan Rictus. Ensemble, ils fréquentent les cercles de jeunes poètes et, en 1897, Rey aide Rictus lorsque ce dernier fait paraître, à compte d'auteur, la première édition de son livre Les Soliloques du pauvre.
En 1898, Eugène Rey s'associe aux activités de libraire et d'éditeur de P. Sevin. Sevin et Rey publient notamment en 1903 l'édition refondue des Soliloques du pauvre, avec des illustrations de Steinlen.
Rey reprend son indépendance vers 1904. Il s'occupe d'autres éditions de Jehan Rictus, dont l'autre grand recueil du poète, Le Cœur populaire, en 1914. Une partie de l'abondante correspondance (1902-1931) entre les deux amis est conservée à la Houghton Library, de l'Université Harvard (lettres de Rictus) et à la BnF (lettres de Rey). Tous deux resteront amis jusqu'à la fin des années 1920. Dans le roman autobiographique Fil de Fer de Rictus, Eugène Rey apparaît sous le nom de Rottembourg.
Rey publie également Dans la rue d'Aristide Bruant (1924), La Chanson d’un gas qu’a mal tourné de Gaston Couté (2 volumes, 1928 et 1937) et de nombreux autres ouvrages aujourd'hui[Quand ?] recherchés par les bibliophiles.
La boutique d'Eugène Rey est fréquentée par de nombreux écrivains. Il fonde avant 1909 une revue littéraire, L'Écho bibliographique du boulevard, renommé en 1911 L'Écho littéraire du boulevard, et préside le Syndicat des libraires.
Eugène Rey meurt en mai 1949 à Saint-Jean-les-Deux-Jumeaux. Le mois suivant, le fonds est racheté par les éditions Pierre Seghers,.

## Ouvrages édités
- L'Évolution actuelle du roman, opinions de Paul Acker, Camille Audigier, Aurel, Émile Baumann, Nicolas Beauduin, René Benjamin, Louis Bertrand, Marcel Boulenger, etc., avec une conclusion par André Billy, E. Rey, 1911 [lire en ligne]
- Charles-Théophile Féret, La Normandie exaltée, Paris, E. Rey, 1921
- Aristide Bruant, Dans la rue, nouvelle édition. Poèmes et chansons choisis. Avec quelques souvenirs d'Aristide Bruant pour servir de préface, Paris, E. Rey, 1924
- Gaston Couté, La Chanson d'un gas qu'a mal tourné. Poèmes et chansons. Préface par Henri Bachelin, Paris, E. Rey, 1928
- Gaston Couté, La Chanson d'un gas qu'a mal tourné. Poèmes et chansons inédits, deuxième volume, Paris, E. Rey, 1937
- Jehan Rictus, Cantilènes du malheur, pointe sèche de Steinlen, Paris, P. Sevin et E. Rey, 1902
- Lucien Descaves, Barabbas : paroles dans la vallée, dessins de Steinlen, Paris, E. Rey, 1914